# فرانك مارتن (لاعب كرة قاعدة)
فرانك مارتن (بالإنجليزية: Frank Martin)‏ هو لاعب كرة قاعدة أمريكي، ولد في 29 يوليو 1878 في دنفر في الولايات المتحدة، وتوفي في 2 سبتمبر 1942 في شيكاغو في الولايات المتحدة.

## وصلات خارجية
- فرانك مارتن على موقعبيزبول رفرنس.كوم (الدوري الرئيسي) (الإنجليزية)
- فرانك مارتن على موقعبيزبول رفرنس.كوم (الدوري الثانوي) (الإنجليزية)